# Skidoo (colonna sonora)
| Recensione | Giudizio |
| ---------- | -------- |
| AllMusic   | [ 1 ]    |

Skidoo è un album discografico di Nilsson, pubblicato dalla casa discografica RCA Victor Records nel novembre del 1968.
Si tratta della colonna sonora del film diretto nel 1968 da Otto Preminger (e interpretato da Jackie Gleason, Carol Channing e Groucho Marx).

## Tracce

### LP
Lato A
Testi e musiche di Harry Nilsson.
1. The Cast and Crew – 3:55
2. I Will Take You There – 2:30
3. Skidoo / Commercials – 1:23
4. Goodnight Mr. Banks / Let's Get the Hardware / Murder in the Car Wash – 2:45
5. Angie's Suite – 4:20
6. The Tree – 2:49

Lato B
Testi e musiche di Harry Nilsson.
1. Garbage Can Ballet – 2:00
2. Tony's Trip – 4:19
3. Escape: Impossible / Green Bay Packers March – 3:38
4. Man Wasn't Meant to Fly – 2:12
5. Escape: Possible – 2:15
6. Skidoo / Goodnight Mr. Banks (Carol Channing, voce nel brano Skidoo) – 4:08

## Musicisti
- Nilsson - voce
- Carol Channing - voce (brano: Skidoo)
- George Tipton - arrangiamenti e conduttore musicale

Note aggiuntive
- Rick Jarrard - produttore
- Grover Helsley - remastering
- Gary Owens - note retrocopertina album originale[3]